# Élections législatives de 1848 dans le Nord (secteur de Dunkerque)

Les élections législatives de 1848 dans le Département du Nord (Secteur de Dunkerque) se déroulent le 23 avril 1848.

## Circonscription
Aucune, élection au niveau du département.

## Contexte
À la suite des journées de février 1848, le gouvernement provisoire a fixé au 9 avril l'élection de l'Assemblée nationale constituante chargée de rédiger la nouvelle Constitution. Les éléments les plus radicaux craignent que la Révolution soit confisquée par une majorité rurale guidée par les notables et souhaitent retarder les élections. Auguste Blanqui profite de la manifestation de masse du 17 mars et obtient du gouvernement un report au 23 avril. Ce sont les premières élections depuis 1792 à se dérouler au suffrage universel masculin. Par rapport au système censitaire, le nombre d'électeurs est multiplié par 40. Elles ont lieu au scrutin majoritaire plurinominal dans le cadre du département. Le vote a lieu au chef-lieu de canton.

## Résultats
- Député sortant : Édouard Roger du Nord (Droite)

| Candidat       | Candidat           | Parti                | Premier tour | Premier tour | Second tour | Second tour |
| Candidat       | Candidat           | Parti                | Voix         | %            | Voix        | %           |
| -------------- | ------------------ | -------------------- | ------------ | ------------ | ----------- | ----------- |
|                | Gaspard Malo       | Cavaignac            | 174 527      | 74,31        |             |             |
|                | André Jean Lemaire | Républicains modérés | 127 439      | 54,26        |             |             |
|                |                    |                      |              |              |             |             |
| Inscrits       | Inscrits           | Inscrits             | 278 352      | 100          |             |             |
| Votants        | Votants            | Votants              | 234 867      | 84,77        |             |             |
| Blancs et nuls |                    |                      |              |              |             |             |
| Exprimés       |                    |                      |              |              |             |             |
|                |                    |                      |              |              |             |             |